# Nezumia umbracincta
Nezumia umbracincta är en fiskart som beskrevs av Akitoshi Iwamoto och Anderson, 1994. Nezumia umbracincta ingår i släktet Nezumia och familjen skolästfiskar. Inga underarter finns listade i Catalogue of Life.